# Saison 1 de The Originals
Chronologie
Saison 2
Cet article présente les vingt-deux épisodes de la première saison de la série télévisée américaine The Originals.

## Synopsis
Niklaus Mikaelson retourne à la Nouvelle-Orléans pour détrôner son ancien protégé, Marcel, qui règne sur la ville qu'il avait fondée.

## Distribution

### Acteurs principaux
- Joseph Morgan (VF : Sébastien Desjours) : Niklaus « Klaus » Mikaelson
- Daniel Gillies (VF : Arnaud Arbessier) : Elijah Mikaelson
- Phoebe Tonkin (VF : Charlotte Correa) : Hayley Marshall
- Charles Michael Davis (VF : Namakan Koné) : Marcellus « Marcel » Gerrard
- Danielle Campbell (VF : Kelly Marot) : Davina Claire
- Leah Pipes (VF : Barbara Delsol) : Camille « Cami » O'Connell
- Claire Holt (VF : Adeline Moreau) : Rebekah Mikaelson (épisodes 1 à 16 et 22)

### Créditée comme « Guest Starring »
- Daniella Pineda (VF : Noémie Orphelin) : Sophie Deveraux (épisodes 1 à 13)

### Acteurs récurrents
- Steven Krueger (VF : Nessym Guetat) : Joshua « Josh » Rosza (13 épisodes)
- Eka Darville (VF : Mohad Sanou) : Diego (13 épisodes)
- Todd Stashwick (VF : Pierre Tissot) : Kieran O'Connell (12 épisodes)
- Elyse Levesque (VF : Céline Melloul) : Geneviève (12 épisodes)
- Shannon Kane (en) (VF : Géraldine Asselin) : Sabine Laurent / Céleste Dubois (11 épisodes)
- Callard Harris (VF : Alexandre Cross) : Thierry Vanchure (10 épisodes)
- Yasmine Al-Bustami (VF : Jade Jonot) : Monique Deveraux (10 épisodes)
- Sebastian Roché (VF : Emmanuel Gradi) : Mikael Mikaelson (9 épisodes)
- Chase Coleman (en) (VF : Yvan Goldmann) : Oliver (8 épisodes)
- Shannon Eubanks (VF : Annie Le Youdec) : Bastianna Natale (7 épisodes)
- Tasha Ames (VF : Susan Sindberg) : Eve (6 épisodes)
- Karen Kaia Livers (VF : Laure Sabardin) : Agnès (5 épisodes)
- Peta Sergeant (VF : Gaëlle Savary) : Francesca Correa (5 épisodes)
- Nathan Parsons (VF : Franck Monsigny) : Jackson (5 épisodes)
- Raney Branch (VF : Géraldine Asselin) : Céleste Dubois (5 épisodes)

### Invités
- Malaya Rivera-Drew : Jane-Anne Deveraux (épisodes 1 et 5)
- McCarrie McCausland (VF : Geoffrey Loval) : Marcel Gerrard jeune (épisodes 2, 6 et 20)
- Alexandra Metz : Katie (épisodes 2 et 3)
- Matt Kabus (VF : Brice Ournac) : Sean O'Connell (épisodes 4, 5 et 19)
- Shane Coffey (VF : Paolo Domingo) : Timothy « Tim » (épisodes 4 et 10)
- Owiso Odera (VF : Jean-Baptiste Anoumon) : Alphonse « Papa Tunde » Delgalo (épisodes 11, 12 et 13)
- Teri Wyble (en) (VF : Claire Morin) : Clara Summerline / Céleste Dubois (épisodes 12 et 14)
- Victoria Collins & Alexandria Collins : Hope Mikaelson
- Alexa Yeames (VF : Marie Tirmont) : Abigail (épisodes 17, 18, 20 et 22)

### Spécial Guest Stars
- Nathaniel Buzolic (VF : Nathanel Alimi) : Kol Mikaelson (épisode 1)
- Michael Trevino (VF : Donald Reignoux) : Tyler Lockwood (épisodes 7 et 8)
- Yusuf Gatewood (VF : Raphaël Cohen) : Vincent Griffith / Finn Mikaelson (épisode 22)

## Production

### Diffusions
Aux États-Unis, la saison est diffusée en simultané depuis le 3 octobre 2013 sur The CW et sur CHCH-DT Hamilton, au Canada.

## Liste des épisodes

### Épisode pilote:Le Retour du roi
- États-Unis : 25 avril 2013 sur The CW
- France : 25 octobre 2013 sur NT1

- États-Unis : 2,24 millions de téléspectateurs[2]
- France : 509 000 téléspectateurs[3] (première diffusion)

- Cet épisode sert de pilote à la série, diffusé comme l'épisode 20 de la quatrième saison de Vampire Diaries.

### Épisode 1:Retour à la Nouvelle-Orléans
- États-Unis : 6 octobre 2013 sur The CW
- France : 2 janvier 2015 sur NT1[4]
- Québec : 6 janvier 2015 sur Ztélé[5],[6]

- États-Unis : 2,21 millions de téléspectateurs[7] (première diffusion)

- Nathaniel Buzolic (Kol)
- Shannon Kane (Sabine)
- Eka Darville (Diego)
- Callard Harris (Thierry)
- Sebastian Roché (Mikael)
- Malaya Rivera Drew (Jane-Anne Deveraux)
- Karen Kaia Livers (Agnes)
- John Redlinger (Emil)

L'histoire est raconté du point de vue d'Elijah. Déterminé à aider son frère à trouver la rédemption, Elijah suit Klaus dans le quartier français de La Nouvelle-Orléans et apprend bientôt qu'Hayley Marshall a également rejoint le quartier français à la recherche d'indices sur l'histoire de sa famille mais est tombé entre les mains d'une puissante sorcière nommée Sophie Deveraux.

### Épisode 2:À la reconquête du royaume
- États-Unis : 8 octobre 2013 sur The CW
- France : 2 janvier 2015 sur NT1[4]
- Québec : 13 janvier 2015 sur Ztélé[6]

- États-Unis : 1,92 million de téléspectateurs[8] (première diffusion)

- Eka Darville (Diego)
- Callard Harris (Thierry Vanchure)
- Steven Krueger (Josh Rosza)
- Alexandra Metz (Katie)
- Mccarrie Mccausland (Marcel jeune)
- Alexandra Ficken (Tina McGreevy)

### Épisode 3:Les Amants maudits
- États-Unis : 15 octobre 2013 sur The CW
- France : 2 janvier 2015 sur NT1[4]
- Québec : 20 janvier 2015 sur Ztélé[6]

- États-Unis : 2,22 millions de téléspectateurs[9] (première diffusion)

- Shannon Kane (Sabine)
- Callard Harris (Thierry Vanchure)
- Eka Darville (Diego)
- Alexandra Metz (Katie)
- Steven Krueger (Josh Rosza)
- Karen Kaia Livers (Agnes)

### Épisode 4:Nouvelles Alliances
- États-Unis : 22 octobre 2013 sur The CW
- France : 9 janvier 2015 sur NT1[4]
- Québec : 27 janvier 2015 sur Ztélé[6]

- États-Unis : 2,23 millions de téléspectateurs[10] (première diffusion)

- Eka Darville (Diego)
- Shane Coffey (Tim)
- Steven Krueger (Josh Rosza)
- Todd Stashwick (Père Kieran)
- Karen Kaia Livers (Agnes)
- Andrea Powell (Dr Paige)
- Matt Kabus (Sean)

### Épisode 5:Le Rituel de la moisson
- États-Unis : 29 octobre 2013 sur The CW
- France : 9 janvier 2015 sur NT1[4]
- Québec : 3 février 2015 sur Ztélé[6]

- États-Unis : 2,05 millions de téléspectateurs[11] (première diffusion)

- Malaya Rivera Drew (Jane-Anne Deveraux)
- Todd Stashwick (Père Kieran)
- Shannon Eubanks (Bastianna)
- Karen Kaia Livers (Agnes)
- Eric Mendenhall (Tomas)
- Matt Kabus (Sean)
- Yasmine Al-Bustami (Monique Deveraux)

### Épisode 6:Le Fruit empoisonné
- États-Unis : 5 novembre 2013 sur The CW
- France : 9 janvier 2015 sur NT1[4]
- Québec : 10 février 2015 sur Ztélé[6]

- États-Unis : 2,03 millions de téléspectateurs[12] (première diffusion)

- Shannon Kane (Sabine)
- Callard Harris (Thierry)
- Steven Krueger (Josh Rosza)
- Todd Stashwick (Père Kieran)
- Karen Kaia Livers (Agnes)

### Épisode 7:Sauver l'espèce
- États-Unis : 12 novembre 2013 sur The CW
- France : 16 janvier 2015 sur NT1[4]
- Québec : 17 février 2015 sur Ztélé[6]

- États-Unis : 2,4 millions de téléspectateurs[13] (première diffusion)

- Michael Trevino (Tyler Lockwood)
- Shannon Kane (Sabine)
- Steven Krueger (Josh Rosza)
- Johnny Walter (Dwayne)
- Tasha Ames (Eve)

### Épisode 8:La Fièvre du pouvoir
- États-Unis : 26 novembre 2013 sur The CW
- France : 16 janvier 2015 sur NT1[4]
- Québec : 24 février 2015 sur Ztélé[6]

- États-Unis : 2,38 millions de téléspectateurs[14] (première diffusion)

- Michael Trevino (Tyler Lockwood)
- Steven Krueger (Josh Rosza)
- Tasha Ames (Eve)
- Eka Darville (Diego)
- Todd Stashwick (Père Kieran)
- Raney Branch (Celeste)

### Épisode 9:Les Deux Rois
- États-Unis : 3 décembre 2013 sur The CW
- France : 16 janvier 2015 sur NT1[4]
- Québec : 3 mars 2015 sur Ztélé[6]

- États-Unis : 2,33 millions de téléspectateurs[15] (première diffusion)

- Steven Krueger (Josh Rosza)
- Tasha Ames (Eve)
- Eka Darville (Diego)
- Todd Stashwick (Père Kieran)
- Jesse C. Boyd (Cary)

### Épisode 10:Le Signe prémonitoire
- États-Unis : 14 janvier 2014 sur The CW
- France : 23 janvier 2015 sur NT1[4]
- Québec : 10 mars 2015 sur Ztélé[6]

- États-Unis : 2,07 millions de téléspectateurs[16] (première diffusion)

- Callard Harris (Thierry)
- Steven Krueger (Josh Rosza)
- Shannon Kane (Sabine)
- Shane Coffey (Tim)
- Todd Stashwick (Père Kieran)

### Épisode 11:Après moi, le déluge
- États-Unis : 21 janvier 2014 sur The CW
- France : 23 janvier 2015 sur NT1[4]
- Québec : 17 mars 2015 sur Ztélé[6]

- États-Unis : 2,51 millions de téléspectateurs[17] (première diffusion)

- Shannon Kane (Sabine)
- Callard Harris (Thierry)
- Todd Stashwick (Père Kieran)
- Owiso Odera (Papa Tunde)
- Elyse Levesque (Genevieve)
- Shannon Eubanks (Bastianna)
- Yasmine Al-Bustami (Monique)
- Jesse C. Boyd (Cary)

### Épisode 12:Magie noire
- États-Unis : 28 janvier 2014 sur The CW
- France : 23 janvier 2015 sur NT1[4]
- Québec : 24 mars 2015 sur Ztélé[6]

- États-Unis : 2,32 millions de téléspectateurs[18] (première diffusion)

- Callard Harris (Thierry)
- Eka Darville (Diego)
- Shannon Kane (Sabine Laurent/Celeste Dubois)

### Épisode 13:Changement de pouvoir
- États-Unis : 4 février 2014 sur The CW
- France : 30 janvier 2015 sur NT1[4]
- Québec : 31 mars 2015 sur Ztélé[6]

- États-Unis : 2,1 millions de téléspectateurs[19] (première diffusion)

- Shannon Kane (Sabine Laurent/Celeste Dubois)
- Eka Darville (Diego)
- Todd Stashwick (Father Kieran)
- Owiso Odera (Papa Tunde)

### Épisode 14:Un secret bien gardé
- États-Unis : 25 février 2014 sur The CW
- France : 30 janvier 2015 sur NT1[4]
- Québec : 7 avril 2015 sur Ztélé[6]

- États-Unis : 1,83 million de téléspectateurs[20] (première diffusion)

- Elyse Levesque (Genevieve)
- Shannon Kane (Sabine Laurent/Celeste Dubois)
- Todd Stashwick (Father Kieran)

### Épisode 15:Famille décomposée
- États-Unis : 4 mars 2014 sur The CW
- France : 30 janvier 2015 sur NT1[4]
- Québec : 14 avril 2015 sur Ztélé[6]

- États-Unis : 1,8 million de téléspectateurs[21] (première diffusion)

- Shannon Kane (Sabine Laurent/Celeste Dubois)
- Callard Harris (Thierry)
- Sebastian Roché (Mikael)
- Elyse Levesque (Genevieve)
- Shannon Eubanks (Bastianna)
- Raney Branch (Celeste)

### Épisode 16:Pour toujours et à jamais
- États-Unis : 11 mars 2014 sur The CW
- France : 6 février 2015 sur NT1[4]
- Québec : 21 avril 2015 sur Ztélé[6]

- États-Unis : 1,73 million de téléspectateurs[22] (première diffusion)

- Elyse Levesque (Genevieve)
- Sebastian Roché (Mikael)
- Todd Stashwick (Père Kieran)

### Épisode 17:Tous rivaux
- États-Unis : 18 mars 2014 sur The CW
- France : 6 février 2015 sur NT1[4]
- Québec : 28 avril 2015 sur Ztélé[6]

- États-Unis : 1,53 million de téléspectateurs[23] (première diffusion)

- Eka Darville (Diego)
- Callard Harris (Thierry)
- Steven Krueger (Josh Rosza)
- Todd Stashwick (Père Kieran)
- Elyse Levesque (Genevieve)

Elijah prend la tête des opérations dans le Vieux Carré. Une offre lui est faite de la part de Francesca Correa, une femme d'affaires issue d'une famille puissante qui remplace le père Kieran comme représentant de la faction des humains. Une importante soirée est organisée dans le but d'apaiser les tensions entre les factions, ce à quoi s'emploie Elijah. Mais de son côté, Klaus décide d'appliquer ses propres méthodes.

### Épisode 18:La Fête des sorcières
- États-Unis : 15 avril 2014 sur The CW
- France : 6 février 2015 sur NT1[4]
- Québec : 5 mai 2015 sur Ztélé[6]

- États-Unis : 1,52 million de téléspectateurs[24] (première diffusion)

- Eka Darville (Diego)
- Callard Harris (Thierry)
- Steven Krueger (Josh Rosza)
- Elyse Levesque (Genevieve)
- Peta Sergeant (Francesca Correa)
- Nathan Parsons (Jackson)
- Chase Coleman (Oliver)
- Yasmine Al-Bustami (Monique)

### Épisode 19:Point de rupture
- États-Unis : 22 avril 2014 sur The CW
- France : 13 février 2015 sur NT1[4]
- Québec : 12 mai 2015 sur Ztélé[6]

- États-Unis : 1,5 million de téléspectateurs[25] (première diffusion)

- Eka Darville (Diego)
- Steven Krueger (Josh Rosza)
- Elyse Levesque (Genevieve)
- Nathan Parsons (Jackson)
- Chase Coleman (Oliver)
- Matt Kabus (Sean O'Connell)
- Shannon Eubanks (Bastianna)
- Lyle Brocato (Dr. Sheski)
- Tasha Ames (Eve)
- Jennifer Badger (Vampire)
- Jeremy Conner (Biker)

### Épisode 20:Le Pacte des louves
- États-Unis : 29 avril 2014 sur The CW
- France : 13 février 2015 sur NT1[4]
- Québec : 19 mai 2015 sur Ztélé[6]

- États-Unis : 1,77 million de téléspectateurs[26] (première diffusion)

- Elyse Levesque (Genevieve)
- Sebastian Roché (Mikael)
- Todd Stashwick (Père Kieran)
- Yasmine Al-Bustami (Monique)
- Alexa Yeames (Abigail)
- Sandhya Chandel (Une sorcière)
- Zach Hanner (Le gouverneur)

### Épisode 21:À feu et à sang
- États-Unis : 6 mai 2014 sur The CW
- France : 13 février 2015 sur NT1[4]
- Québec : 26 mai 2015 sur Ztélé[6]

- États-Unis : 1,44 million de téléspectateurs[27] (première diffusion)

- Eka Darville (Diego)
- Steven Krueger (Josh Rosza)
- Elyse Levesque (Genevieve)
- Nathan Parsons (Jackson)
- Chase Coleman (Oliver)
- Sebastian Roché (Mikael)
- Yasmine Al-Bustami (Monique)
- E. Roger Mitchell (Kevin)
- Rico Ball (Le garde du corps de Francesca)

### Épisode 22:Le Dernier Espoir
- États-Unis : 13 mai 2014 sur The CW[28]
- France : 13 février 2015 sur NT1[4]
- Québec : 2 juin 2015 sur Ztélé[6]

- États-Unis : 1,76 million de téléspectateurs[29] (première diffusion)

- Eka Darville (Diego)
- Steven Krueger (Josh Rosza)
- Elyse Levesque (Genevieve)
- Chase Coleman (Oliver)
- Sebastian Roché (Mikael)
- Yasmine Al-Bustami (Monique)
- Yusuf Gatewood (Vincent Griffith)
- Natalie Dreyfuss (Cassie)
- Raney Branch (Celeste)
- Shannon Eubanks (Bastianna)
- Alexa Yeames (Abigail)
- Reuven Avi (Warlock)